# Jay Dahlgren
Jay Dahlgren, född 7 december 1948, är en friidrottare från Kanada. Hon deltog vid olympiska sommarspelen 1968.